# Monsols
Monsols est une ancienne commune française, située dans le département du Rhône en région Auvergne-Rhône-Alpes. Le 1er janvier 2019, elle devient une commune déléguée de Deux-Grosnes.

## Géographie
Monsols fait partie du Beaujolais.
Le sommet du mont Saint-Rigaud point culminant des monts du Beaujolais et du département du Rhône se situe sur la commune de Monsols.

## Histoire
Au IXe siècle, le village de Monsols apparaît sous le nom de Monciocus et constitue une subdivision, l'ager Monciocensis, du diocèse d'Autun. Le col de Crie constitue alors la frontière avec les terres beaujolaises relevant du diocèse de Mâcon. En ces temps troublés, c'est l'Église catholique romaine qui assure l'essentiel de l'administration locale mais, progressivement, les seigneurs locaux cherchent à acquérir leurs propres des terres.

En 954, Maïeul de Cluny, coadjuteur et abbé de Cluny, avait déjà placé les prieurés d'Ajoux (de Alto Jugo) et de Poule-les-Écharmeaux (de Pola) sous la protection d'Humbert Ier de Beaujeu. Guichard Ier de Beaujeu contestent aussi à l'Ordre de Cluny, les terres de Monsols durant le IXe siècle et c'est lors du règne de son successeur, Guichard II de Beaujeu, que les seigneurs de Beaujeu s'en arrogent finalement la possession. À partir de la fin du IXe siècle, Monsols devient beaujolaise et le restera tout au long du Moyen Âge.
Jusqu'au XVIIe siècle on trouve Monsols écrit en tant que Montsoulx.
Par arrêté préfectoral du 29 octobre 2018, la commune disparaît le 1er janvier 2019 au profit de Deux-Grosnes qui regroupe aussi les communes d'Avenas, Ouroux, Saint-Christophe, Saint-Jacques-des-Arrêts, Saint-Mamert et Trades.

## Politique et administration

### Administration municipale
| Période                                  | Période    | Identité           | Étiquette | Qualité |
| ---------------------------------------- | ---------- | ------------------ | --------- | ------- |
| 2001                                     | 2008       | Claudius Colomb    |           |         |
| mars 2008                                | avril 2014 | Jean-Paul Gentelet |           |         |
| avril 2014                               | en cours   | René Thévenon      |           |         |
| Les données manquantes sont à compléter. |            |                    |           |         |

### Intercommunalité
Monsols fait partie depuis le 1er janvier 2017 de la communauté de communes Saône Beaujolais, qui a fusionné avec la communauté de communes du Haut-Beaujolais.

## Démographie
L'évolution du nombre d'habitants est connue à travers les recensements de la population effectués dans la commune depuis 1793. Pour les communes de moins de 10 000 habitants, une enquête de recensement portant sur toute la population est réalisée tous les cinq ans, les populations de référence des années intermédiaires étant quant à elles estimées par interpolation ou extrapolation. Pour la commune, le premier recensement exhaustif entrant dans le cadre du nouveau dispositif a été réalisé en 2005.

En 2016, la commune comptait 915 habitants, en évolution de −4,59 % par rapport à 2010 (Rhône : +3,93 %, France hors Mayotte : +2,11 %).
| 1793  | 1800  | 1806  | 1821  | 1831  | 1836  | 1841  | 1846  | 1851  |
| ----- | ----- | ----- | ----- | ----- | ----- | ----- | ----- | ----- |
| 1 150 | 1 118 | 1 176 | 1 180 | 1 202 | 1 219 | 1 229 | 1 247 | 1 279 |

| 1856  | 1861  | 1866  | 1872  | 1876  | 1881  | 1886  | 1891  | 1896  |
| ----- | ----- | ----- | ----- | ----- | ----- | ----- | ----- | ----- |
| 1 227 | 1 279 | 1 388 | 1 428 | 1 340 | 1 146 | 1 166 | 1 091 | 1 045 |

| 1901 | 1906 | 1911  | 1921 | 1926 | 1931 | 1936 | 1946 | 1954 |
| ---- | ---- | ----- | ---- | ---- | ---- | ---- | ---- | ---- |
| 993  | 995  | 1 032 | 868  | 806  | 719  | 692  | 658  | 622  |

| 1962 | 1968 | 1975 | 1982 | 1990 | 1999 | 2005 | 2006 | 2010 |
| ---- | ---- | ---- | ---- | ---- | ---- | ---- | ---- | ---- |
| 681  | 722  | 764  | 777  | 814  | 895  | 995  | 988  | 959  |

| 2015 | 2016 | - | - | - | - | - | - | - |
| ---- | ---- | - | - | - | - | - | - | - |
| 914  | 915  | - | - | - | - | - | - | - |

## Lieux et monuments
- Le manoir de Pressavin[réf. nécessaire].
- Le viaduc du Chatelârd[11],  construit entre 1909 et 1911 pour les Chemins de fer départementaux du Rhône - Saône-et-Loire dont la voie ferrée reliait Monsols à La Clayette (71) et Monsols à Cluny (71), lignes ouvertes à l'exploitation le 16 janvier 1911[12]. Ce viaduc, construit en granit local, est haut de 27 mètres et long de 145 mètres.